# ستيف سنو
ستيف سنو (بالإنجليزية: Steve Snow)‏ (2 مارس 1971 بالولايات المتحدة - ) هو لاعب كرة قدم أمريكي في مركز الهجوم، شارك في الألعاب الأولمبية الصيفية 1992. وشارك مع منتخب الولايات المتحدة تحت 17 سنة لكرة القدم ومنتخب الولايات المتحدة تحت 20 سنة لكرة القدم ومنتخب الولايات المتحدة لكرة القدم. أما مع النوادي، فقد لعب مع ستاندارد لييج ونادي بوم الملكي لكرة القدم وشيكاغو باور ‏.

## وصلات خارجية
- ستيف سنو على موقع قاعدة بيانات كرة القدم.إي يو (الإنجليزية)
- ستيف سنو على موقع ناشيونال فوتبول تيمز (الإنجليزية)
- ستيف سنو على موقع أوليمبيديا (الإنجليزية)